# عقلای مجانین

## عقلای مجانین
در قرن‌های دوم و سوم هجری قمری، در جوامع‌ اسلامی شخصیت‌هایی ظهور کردند که به سبب آمیختگی عقل و جنون در گفتار و کردارشان، بعدها «عقلاءالمجانین» یا «دیوانگان دانا» لقب گرفتند. دیوانگیِ عرفیِ عقلای مجانین سبب شده بود تا ایشان از آزادیِ منحصربه فردی برخوردار باشند؛ نوعی آزادیِ درونی و بیرونی که اجازه می‌داد از مفاهيم مسلط يا مقدّس روزگار خود عبور كنند و دیدگاهی تازه و انتقادی در مورد شيوۀ معمولِ ارتباط «انسان‌ با خدا»، «انسان‌ با جامعه» و «انسان‌ با نهادِ قدرت» ارائه کنند.
در قرن‌هاي بعد ، این دیوانگان دانا آن‌قدر اهميت يافته بودند كه مؤلفانی را برانگیخت تا در بابِ آنها، کتاب‌ها و رساله‌های مستقلی پدید آرند. ازجملۀ این مؤلفان می‌توان به ابوبشر دولابي (وفات: 310)، ابن ابي‌زهر (وفات: 325)، ابی‌محمد الحسن‌بن اسماعیل الضراب (وفات: 392)، ابوالحسن‌بن ابي‌بكر مقسم (وفات: قرن 4)، ابوالقاسم حسن نيشابوري (وفات: 406) و ابی‌الفرج عبدالرحمان الجوزی (وفات:597) اشاره کرد ).
نامدارترین عقلای مجانین در جهان اسلام عبارتند از: بهلول، معشوق طوسی، لقمان سرخسی

### عقلای مجانین در مثنوی های عطار
حکایات دیوانگان در مثنوی‌های عطار برجستگی و بسامدِ ویژه و بی‌نظیری دارد. در هیچ‌یک از آثار فارسی و عربی به اندازۀ آثار عطار این‌همه حکایت و تمثیل که شخصیت‌های آن از دیوانگان باشند، وجود ندارد. دیوانگان با نام‌هایی چون مجنون، بهلول، دیوانه، بیدل، شوریدۀ، شوریدة ایام و شوریده‌حال، شخصیت اصلی بیش از صد و بیست حکایت و تمثیل مثنوی‌های عطار هستند .

## انواع عقلای مجانین
در ميان افرادي كه در طول تاريخ به عنوان «عقلاءالمجانين» نامبردار شدند، تنوع و تكثر فراواني ديده مي‌شود. درواقع نبايد پنداشت «عقلاءالمجانين» افرادي يكدست و يكسان بودند كه انديشه‌اي خاص را ترويج مي‌كردند، بلكه تحت اين عنوان افراد و اقشار متنوع اجتماعي را مشاهده خواهيم كرد كه نقطۀ اشتراكشان برخورداري از نوعي هشياري و بيداري روحي و صراحت و بي‌باكي در بيان ما‌ في‌الضمير بود. در ميان اين بيدلان همچنان‌که بعضي از صوفيان برجسته را مي‌توان يافت، ديوانگاني را نيز مي‌توان ديد كه اقوال و اعمالشان رنگ و بوي صوفيانه ندارد و با آنکه كلام بعضي از آنان حاوي اشارات فلسفي و كلامي است، درعين حال بیشتر آنان را بايد از طبقۀ عوام پنداشت كه ويژگي مشخصشان احساس رنج و درد ناشي از مشكلات معيشت به‌ويژه فقر و بي‌ساماني است. همچنين در ميان حكاياتشان علاوه بر مردان، به زنانی نيز برمي‌خوريم كه به جنونی حکمت آمیز شهره بودند. برای مثال، در كتابِ نيشابوري به ده تن از ايشان اشاره شده‌است (نیشابوری، 1366: 74). از نظر محدودۀ جغرافيايي نيز ما عقلای مجانین را در سرتاسر جهان اسلام مي‌يابيم: از ماوراءالنهر و خراسان گرفته تا حجاز و عراق و يمن و شام. همچنانکه در این حکایات از ديوانگان ديگر اديان مثل يوحنا، ديوانۀ مسيحي، نيز ياد مي‌‌شود 
درمجموع می‌توان چهار گونۀ‌ مختلف را در میان عقلای مجانین تشخیص داد: نخست دیوانگانی که در میدان جذبه و شور الهی، اختیار و آگاهی و خردِ ارتباطی و مصلحت اندیش را از کف داده‌اند؛ حالات این گروه بسیار شبیه به حالات اهل سکر و شطح گویان در میان صوفیه است. گروه دوم مجانینی‌اند که گرچه همچون گروه نخست بی‌سروسامان‌ و واجدِ رابطه‌ای صمیمی و عاطفی با خداوند هستند، اما درعین حال با خداوند درگیرند و با وی سرِ ناسازگاری دارند و دائم بر کارِ وی انگشت می‌نهند؛ این دست از عقلای مجانین را میتوان «دگراندیش» و حکایاتشان را «واسوخت صوفیانه» نامید. گروه سوم، دیوانگانی که با جامعه و نهاد قدرت درگیرند: دیوانگانی هشیارسر و بیداردل که بر ناروایی‌های اخلاقی و سیاسی، بی‌باکانه می‌تازند. این مجانین در شوریده‌سری و پریشانی همچون مجانین دیگرند، اما به نظر می‌رسد که بی‌سروسامانی آ‌نها بیشتر ناشی از ناچیز شمردن معیارهای عرفی و هنجارهای اجتماعی باشد، تا بر اثر یک جذبۀ الهی یا عارضۀ روحی؛ یعنی روح آزادۀ آنان - همچون روشنفکران یک جامعه- محدود بودن در چارچوب هنجارهای عرفی و عمومی را برنمی‌تابد و عملاً در حال نقد هنجارهایی است که در جوامع قطعی شمرده شدند. گروه چهارم از کسانی که به عقلای مجانین شهرت یافتند، کسانی‌اند که به آنها «متجانن» (دیوانه‌نما) می‌گفتند؛ یعنی کسانی که آگاهانه و هشیارانه، تظاهر به جنون می‌کردند تا از فشارهای اجتماعی در امان باشند و از امتیازات و آزادیِ دیوانگان در یک جامعۀ بسته بهره برند. به نظر می‌رسد از میان چهار گروه یادشده، جنون گروه نخستین -لااقل در لحظاتی- ناآگاهانه و ناشی از اضطرار باشد و جنون سه گروه دیگر همراه با نوعی هشیاری و آگاهی و اختیار.
علت علاقه‌مندي و توجه متفکران و نويسندگان به حكاياتِ مجانين را باید در آزادی ویژۀ مجانین جستجو کرد. جنون برای دیوانگان امکان دو نوع آزادی را فراهم می‌کرد: 1- آزادی بیرونی: آزادی از فشارها و محدودیت‌های اجتماعی و سیاسی؛ 2- آزادی درونی: آزادی از فشارها و محدودیت‌های شرعی و دینی. آزادی نخست ایشان را محبوب اندیشمندانی می‌کرد که می‌خواستند به‌وسیلۀ ایشان، از محدودیت‌های اجتماعی و سیاسی عبور کنند و آزادی دوم ایشان را مقبول صوفیانی می‌کرد که در آرزوی ارتباط بی‌واسطه با خداوند، ورای هنجارها و ادب شرعی و دینی بودند.

## جنبه سیاسی عقلای مجانین
عقلاي مجانين نيز همچون دلقک در اروپای قرون وسطی، با خارج كردن زبان از حال تعادل و استفاده از رمز، طنز و پارادوكس، مبارزه‌اي در ساحتِ زبان با طبقۀ حاكم ترتيب دادند و زبان را از حلقۀ علما و تحصيل‌كردگان آن دوران به ميان مردم كشاندند. بهويژه در انتقادهاي سياسي - اجتماعي مجانين، طنز و گاه هجو بسيار ديده مي‌شود، زيرا «هجو و طنز به اين اعتبار مبشر آزادسازي ضمير انسان‌ از صورت‌هاي و قالبي كليشه‌اي زبان و تفكر است و آدمي را از اجبارهاي خلاف فطرتش آزاد مي‌كند. اجبارهايي كه در اصل براي جهت بخشيدن به «مفهوم غالب جهان» به وجود آمده‌است» 
معهذا درين موارد نيز، مثل ساير موارد مشابه، مدعيان جذبه و جنون و كساني كه درواقع «تجنن» مي‌كرده‌اند، به اين بهانه فرصت اظهار بعضي اقوال را كه در حال عادي در جامعۀ سختگير اهل سنت دم زدن از آنها مجاز محسوب نمي‌شد، به دست مي‌آورده‌اند؛ چنان‌که بعضي از بني‌ساسان - طبقۀ گدايان حرفه‌اي - هم گاه‌گاه با اظهار احوال شبيه اين شوريدگان و به بهانۀ آنکه تحت‌تأثير وساوس اهل جنون واقع شده‌اند و بدانچه مي‌گويند و مي‌كنند مأخوذ نتوانند بود، در جامعۀ اهل سنت اقوالي را كه طبقات شيعه به علت محدوديت‌هاي عصر و محيط جرأت اظهار آن را نداشته‌اند، بر زبان مي‌آورده‌اند و چنان‌که ثعالبی نقل مي‌كند،
بدينوسيله از شيعه پول درمي‌آورده‌اند؛ درواقع سخن از زبان شيعه مي‌گفته‌اند و با دريافت پول عقايد و دعاوي آنها را بدان وسيله نشر و تبليغ مي‌كرده‌اند. بعضي از اين مجانين نيز به همين سبب از قديم به تشيّع - كه به هرحال يك جريان اجتماعي و مذهبي مخالف با جريان عادي احوال جامعۀ سني بوده‌است - منسوب مي‌شده‌اند؛ هرچند در باب بهلول و عُليان، قراين نشان مي‌دهد كه آنها به احتمال قوي مذهب شيعه داشته‌اند»